# François-Xavier Dumortier
François-Xavier Dumortier, S.J., (n. Levroux, Francia, 4 de noviembre de 1948) es un sacerdote católico francés, rector desde el 1 de septiembre de 2010 de la Pontificia Universidad Gregoriana de Roma.

## Biografía
François-Xavier Dumortier nació el 4 de noviembre de 1948 en Levroux (Indre). Su familia es originaria del Norte de Francia, siendo su padre de Comines y su madre de Hazebrouck, en el Flandes francés. En 1967 comenzó sus estudios superiores en París, entró al Instituto de Estudios Políticos y comenzando igualmente sus estudios de derecho. Toma entonces un empleo en una banca parisina, terminados sus estudios de derecho, comenzó un diplomado de gestión financiera, luego se desempeñó en diferentes movimientos políticos, pero se encuentra rápidamente decepcionado. Es poco a poco que él entra en la Compañía de Jesús, realizando su noviciado de 1973 a 1975, entonces el primer ciclo de estudios sagrados en el Centro Sèvres de 1975 a 1979, después empieza su segundo ciclo de estudios sagrados, primero en Francia y posteriormente en el Weston School of Theology de Cambridge, en Massachusetts, y termina finalmente un diplomado en filosofía del derecho en la universidad Panthéon-Assas. Es ordenado sacerdote en 1982, lo que no le impedirá, sin embargo, tener otras actividades, estudiando por ejemplo la obra de Hannah Arendt. En 1990, pronuncia sus últimos votos. Más tarde fue profesor de filosofía durante casi veinte años en el Centro Sèvres, y rector de 1997 a 2003, después fue superior de la provincia francesa de la Compañía de Jesús.
En 2010 el papa Benedicto XVI lo nombra rector de la Pontificia Universidad Gregoriana, cargo que el papa Francisco le renovó.
Es caballero de la Legión de Honor desde el 1 de enero de 2014.

## Publicaciones
- Luigi Taparelli d'Azeglio: aux origines du néo-thomisme, un théoricien catholique du droit naturel, université Panthéon-Assas, 1980 (en francés)
- Olivier de Dinechin, Marcel Domergue, François-Xavier Dumortier, Luc Pareydt, Liberté, loi, morale, Assas éd., 1992 (en francés)
- François-Xavier Dumortier, Adil Jazouli, Claude Journès, [et al.], Insécurité, question de confiance: le lien social attaqué, insécurités urbaines, quels agents, quel argent?, Assas, 1994 (en francés)
- Georges Chavanes, Jean Dubois, François-Xavier Dumortier, [et al.], Le travail à contre-emploi, Assas éd, 1996 (en francés)